# In Nomine Satanas
In Nomine Satanas er det fjerde studiealbum fra det norske black metal-band Ragnarok. Det blev udgivet 21. januar 2002.

## Spor
1. "In Nomine Satanas" -	5:05
2. "The Black Mass" – 3:59
3. "A Nights Kingdom" – 6:01
4. "The Beast of Madness" – 4:51
5. "Under the Wings of Satan" – 4:45
6. "In Inferno I Drown" – 6:22
7. "Crowned as Prince of Darkness" – 6:21
8. "Angel Corpse" – 5:32
9. "Encircled by Chaos" – 5:10